# Język peoński
Język peoński, pajoński – słabo poświadczony wymarły język ligi paleobałkańskiej. Używany był w starożytnej Macedonii prawdopodobnie między I w. p.n.e. a II w. n.e.